# Robert de Boron
Pour les articles homonymes, voir de Boron.
Œuvres principales
- Le Roman de l'histoire du Graal (v. 1200)[1]
- Joseph d'Arimathie (début XIIIe siècle)[1]
- Merlin en prose (début XIIIe siècle)[1]
- Perceval en prose (v. 1205-1210)[1]

Robert de Boron ou Robert de Borron (fin du XIIe siècle-début du XIIIe siècle), né à Boron dans le Territoire de Belfort), est un clerc ou un chevalier. C'est un écrivain du XIIe siècle, auteur de plusieurs romans en vers sur le Graal.
Son œuvre, s'appuyant sur celles de Chrétien de Troyes et de Wace, marque une évolution du mythe du roi Arthur principalement par sa christianisation explicite. C'est lui qui fait du Graal une relique chrétienne : le Saint Calice.
En effet, selon lui le vase de la Cène aurait recueilli le sang de Jésus sur la croix. Après la Crucifixion, les membres de la famille de Joseph d'Arimathie en devinrent les gardiens. Joseph, fils de Joseph d'Arimathie, et son gendre Bron le transportèrent ensuite en Bretagne.
À la fin de son poème, Le Roman de l'histoire du Graal, Robert de Boron indique qu’il est au service de Gautier de « Mont Belyal », que l'on identifie avec Gautier de Montbéliard, seigneur de Montfaucon, mort croisé en Terre Sainte en 1212.

## Œuvre
Elle se compose d'un roman en vers : Estoire dou Graal ou Joseph d’Arimathie, de 3 500 octosyllabes, écrit entre 1190 et 1199, conservé dans un seul grand livre, qui est suivi d’un fragment de Merlin, en 502 vers, racontant la naissance diabolique de Merlin.
Une trilogie en prose rassemblant Joseph d’Arimathie, Merlin et Perceval et présentée comme l’œuvre de Robert de Boron est conservée dans deux livres : l'un conservé à Paris, bibliothèque nationale de France, français n.a. 4166, dit aussi livre Didot, en référence à son éditeur François Didot, d'où le nom de Didot-Perceval donné à cette trilogie ; l'autre à la bibliothèque Estense de Modène (Ms. E. 39). L'œuvre est considérée comme une mise en prose anonyme en 1205-1210 de l’œuvre de Robert de Boron, sans qu’on ait la certitude qu’il ait écrit un Perceval en vers.

## Postérité
- Le second auteur présumé de Tristan en prose, l'auteur principal étant Luce del Gat, prétend être le neveu de Robert, se faisant appeler "Hélie de Boron". Une légende prétend qu'il aurait eu une liaison avec Marie de France (1344-1404), fille du roi de France Jean II le Bon, et qu'ils auraient eu trois enfants.

- Dans le roman d'Umberto Eco intitulé Baudolino, Boron est présenté comme un compagnon du héros Baudolino, qui disserte avec Kyot, alias Guiot de Provins, de la nature du Saint Graal. A la fin du roman, ce personnage annonce désirer écrire sur le Graal (nommé Gradale dans le roman) en précisant :

« J'ai compris ce soir que je ne dois pas avoir le Gradale, ni le donner à quelqu'un, mais seulement garder vive l'histoire de sa quête. Je raconterai l'histoire de chevaliers meilleurs que nous, et qui me lira rêvera de pureté. »

## Éditions
- Le Roman de l'Estoire dou Graal (Le roman de l'histoire du Graal) (1190-1199), éd. W. A. Nitze, Paris, Classiques Français du Moyen Âge, 1927
- Joseph d'Arimathie : A Critical Edition of the Verse and Prose Versions, éd. Richard O'Gorman, Toronto, 1995
- Le Roman du Graal, éd. Bernard Cerquiglini, Paris, U.G.E., 10/18, 1981 (édition de la trilogie du manuscrit de Modène)
- Merlin en prose, éd. A. Micha, Genève, Droz, 1979 (Textes Littéraires Français no 281) ; édite les versions en vers et en prose